# Loobu (rzeka)
Loobu (est. Loobu jõgi) – rzeka w północnej Estonii. Wypływa z jeziora Jõepere. Wpada do Zatoki Fińskiej, w okolicy wsi Vihasoo. Ma długość 60,6 km i powierzchnię dorzecza 314 km².